# Montessor
Montfort
Montessor, ou Montfort, est le nom du château légendaire des quatre fils Aymon dans les Ardennes, protagonistes d'une chanson de geste médiévale. Le récit le situe sur un éperon rocheux surplombant la Meuse. De nombreux emplacements sont revendiqués, en Belgique comme en France, pour être ou avoir été Montessor.

## Emplacements
Une enquête de l'université de Liège, en 1976, relève une bonne dizaine d'emplacements qui seraient la forteresse bâtie par les fils Aymon ou par Maugis, dans l'Ardenne, selon les traditions locales. 

### En Belgique
Le château d'Amblève en est un. Dhuy possédait un vieux château nommé « Bayard » en 1770, que l'on disait aussi être le Montessor des fils Aymon. 

### En France
Dans le département français des Ardennes, la forteresse de Château-Regnault (désormais à Bogny-sur-Meuse) est aussi revendiquée comme le château des fils Aymon d'après les croyances locales. Une autre possibilité est la commune de Monthermé, dont le nom rappelle un peu Montessor : sa situation au confluent de la Meuse et de la Semois et les reliefs environnants correspondent assez bien aux descriptions des manuscrits. En 1861, Prosper Tarbé propose le château du Waridon, à Montcy-Notre-Dame.

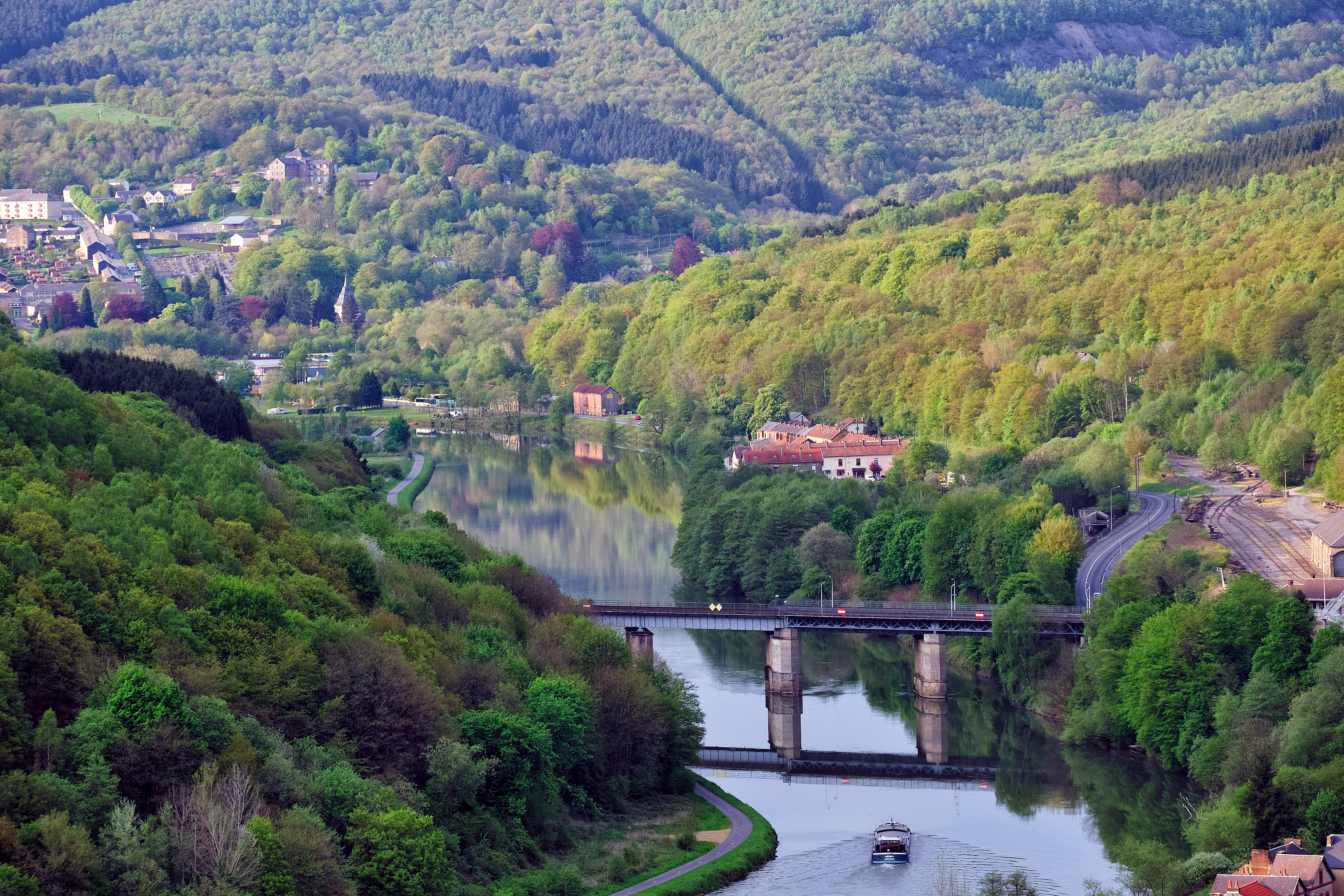
La vallée de la Meuse, entre Bogny-sur-Meuse et Monthermé.
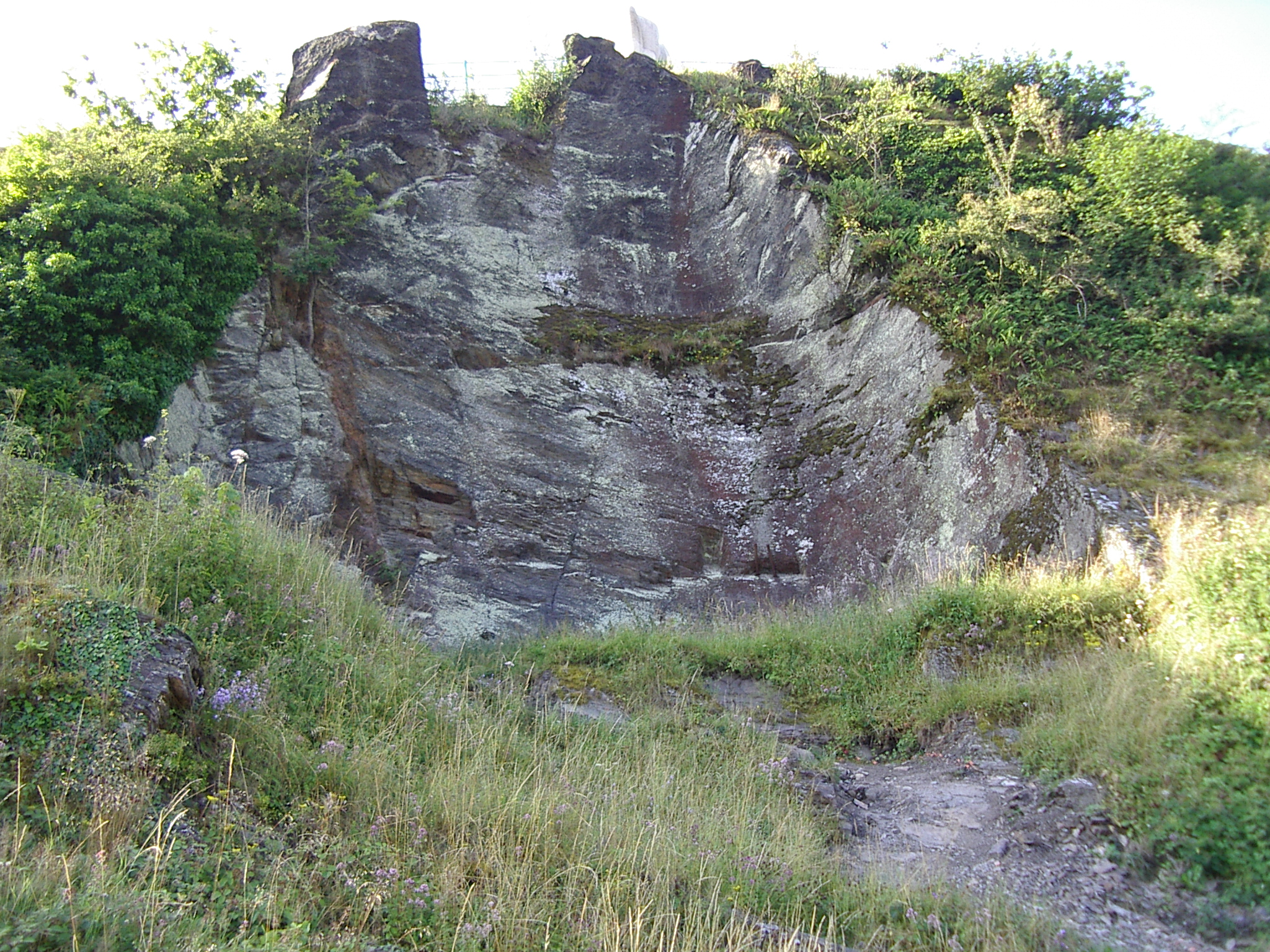
Forteresse de Château-Regnault
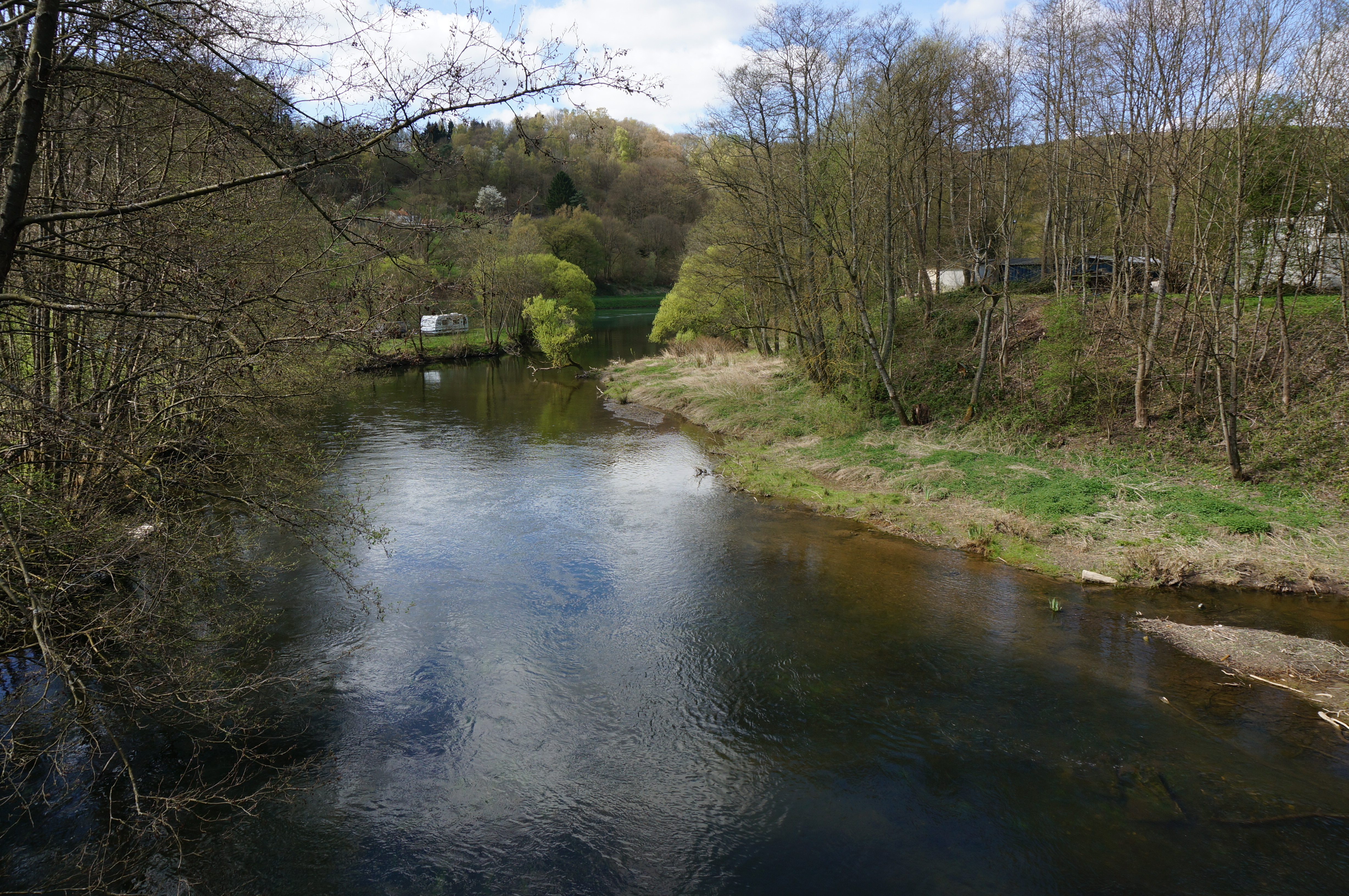
Confluent de la Meuse et de la Semois à Monthermé
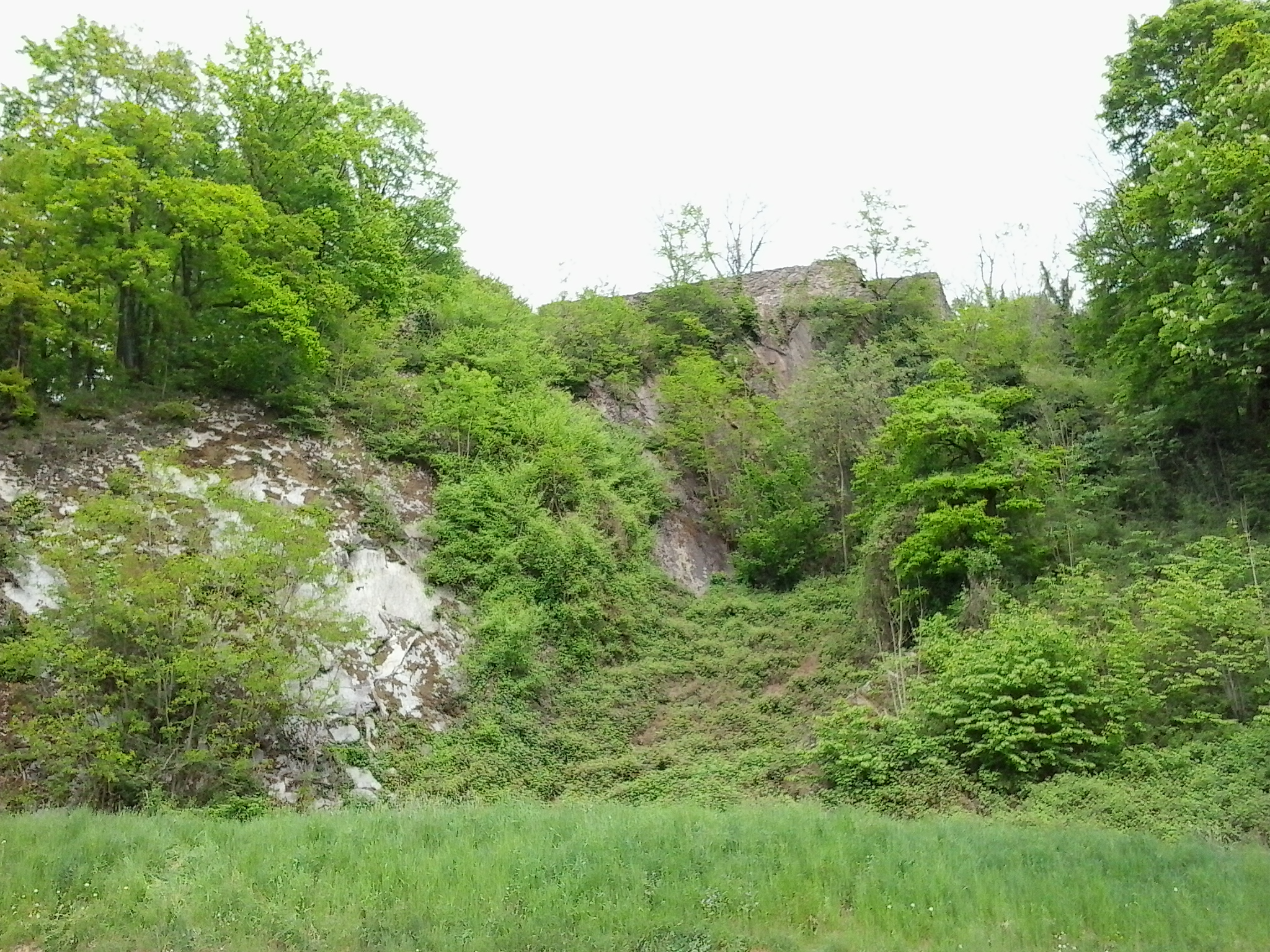
Château du Waridon